# خطی‌سازی

تقریب در

در ریاضیات، خطی‌سازی یافتن تقریب خطی یک تابع در یک نقطه معین است. تقریب خطی یک تابع اولین مرتبه بسط تیلور در حول نقطه مورد نظر است. در مطالعه سیستم‌های دینامیکی، خطی‌سازی روشی برای ارزیابی پایداری موضعی یک نقطه تعادل سیستم معادلات دیفرانسیل غیرخطی یا سیستم‌های دینامیکی گسسته‌است. این روش در زمینه‌هایی مانند مهندسی، فیزیک، اقتصاد و بوم‌شناسی استفاده می‌شود.

## مثال
برای پیدا کردن {\displaystyle {\sqrt {4.001}}} ، ما می‌توانیم از این واقعیت استفاده کنیم که {\displaystyle {\sqrt {4}}=2} . خطی‌سازی {\displaystyle f(x)={\sqrt {x}}} در {\displaystyle x=a} است {\displaystyle y={\sqrt {a}}+{\frac {1}{2{\sqrt {a}}}}(x-a)} ، زیرا تابع {\displaystyle f'(x)={\frac {1}{2{\sqrt {x}}}}} شیب این تابع را تعریف می‌کند {\displaystyle f(x)={\sqrt {x}}} در {\displaystyle x} . جایگزینی در {\displaystyle a=4} ، خطی‌سازی در ۴ است {\displaystyle y=2+{\frac {x-4}{4}}} . در این مورد {\displaystyle x=4.001} ، بنابراین {\displaystyle {\sqrt {4.001}}} تقریباً {\displaystyle 2+{\frac {4.001-4}{4}}=2.00025} . مقدار واقعی نزدیک به ۲٫۰۰۰۲۴۹۹۸ است، بنابراین تقریب خطی دارای یک خطای نسبی کمتر از ۱ میلیونیم درصد است.

## خطی‌سازی یک تابع چندمتغیره
معادله خطی‌سازی یک تابع {\displaystyle f(x,y)} در نقطه {\displaystyle p(a,b)} است:
{\displaystyle f(x,y)\approx f(a,b)+\left.{\frac {\partial f(x,y)}{\partial x}}\right|_{a,b}(x-a)+\left.{\frac {\partial f(x,y)}{\partial y}}\right|_{a,b}(y-b)}
معادله عمومی برای خطی‌سازی یک تابع چند متغیره {\displaystyle f(\mathbf {x} )} در نقطه {\displaystyle \mathbf {p} } است:
{\displaystyle f({\mathbf {x} })\approx f({\mathbf {p} })+\left.{\nabla f}\right|_{\mathbf {p} }\cdot ({\mathbf {x} }-{\mathbf {p} })}
در این‌جا {\displaystyle \mathbf {x} } بردار متغیرها است، و {\displaystyle \mathbf {p} } نقطه خطی‌سازی مورد علاقه است.

## موارد استفاده از خطی‌سازی
خطی‌سازی امکان استفاده از ابزارهایی را برای مطالعه سیستم‌های خطی برای تجزیه و تحلیل رفتار یک تابع غیرخطی در نزدیکی یک نقطه داده شده فراهم می‌کند. خطی‌سازی یک تابع اولین مرتبه بسط تیلور آن در حول نقطه مورد نظر است. برای سیستمی که با این معادله تعریف شده‌است
{\displaystyle {\frac {d\mathbf {x} }{dt}}=\mathbf {F} (\mathbf {x} ,t)} ،
سیستم خطی‌شده را می‌توان به‌صورت نوشت
{\displaystyle {\frac {d\mathbf {x} }{dt}}\approx \mathbf {F} (\mathbf {x_{0}} ,t)+D\mathbf {F} (\mathbf {x_{0}} ,t)\cdot (\mathbf {x} -\mathbf {x_{0}} )}
که {\displaystyle \mathbf {x_{0}} } نقطه مورد علاقه است و {\displaystyle D\mathbf {F} (\mathbf {x_{0}} )} ژاکوبی {\displaystyle \mathbf {F} (\mathbf {x} )} ارزیابی شده در {\displaystyle \mathbf {x_{0}} } است.
- تجزیه و تحلیل پایداری

در تجزیه و تحلیل پایداری سیستم‌های خودگردان، می‌توان از مقادیر ویژه ماتریس ژاکوبین ارزیابی شده در یک نقطه تعادل هذلولی برای تعیین ماهیت آن تعادل استفاده کرد. این محتوای قضیه خطی‌سازی است. برای سیستم‌های متغیر با زمان، خطی‌سازی نیاز به توجیه اضافی دارد.
- اقتصاد خرد

در اقتصاد خرد، قوانین تصمیم‌گیری ممکن است تحت رویکرد حالت-مانا برای خطی‌سازی تقریبی شود. تحت این روش، معادلات اولر مسئله حداکثرسازی سود در حول حالت ثابت مانا خطی می‌شوند. سپس یک راه حل منحصر به فرد برای سیستم معادلات دینامیکی حاصل می‌شود.
- بهینه‌سازی
- چندفیزیکی

### آموزش خطی‌سازی
- خطی‌سازی برای تحلیل مدل و طراحی کنترل